# 奥尼奥勒
奥尼奥勒（法語：Ognolles，法語發音：[ɔɲɔl]）是法国瓦兹省的一个市镇，属于贡比涅区。

## 地理
奥尼奥勒（49°41'33"N, 2°54'53"E）面积6.67 平方千米，位于法国上法蘭西大區瓦兹省，该省份为法国北部内陆省份，北起索姆省，西接厄尔省和滨海塞纳省，南至塞纳-马恩省和瓦兹河谷省，东临埃纳省。
与奥尼奥勒接壤的市镇（或旧市镇、城区）包括：博略莱方丹、索朗特、克雷西-奥芒库尔、埃尔舍。

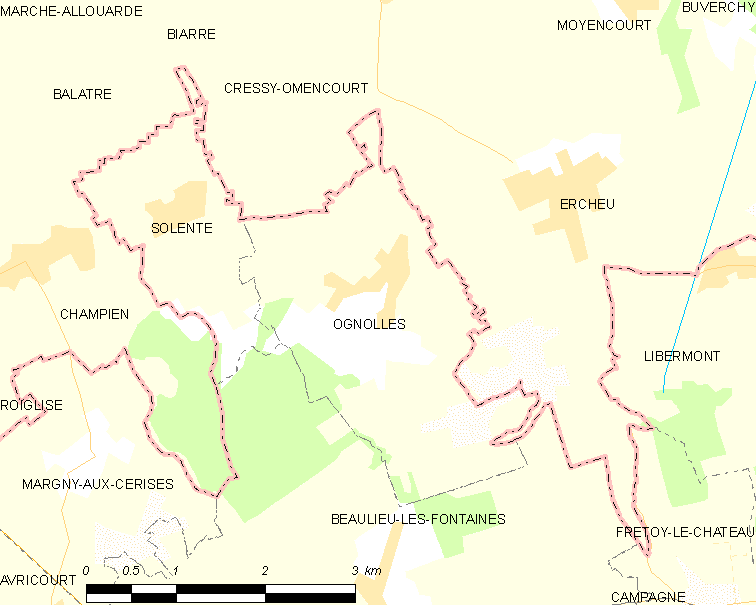
奥尼奥勒的OSM定位图

奥尼奥勒的时区为UTC+01:00、UTC+02:00（夏令时）。

## 行政
奥尼奥勒的邮政编码为60310，INSEE市镇编码为60474。

## 政治
奥尼奥勒所属的省级选区为图罗特县。

## 人口

1962-2008年间奥尼奥勒人口变化图示

奥尼奥勒于2022年1月1日时的人口数量为287人。